# De Ateliers

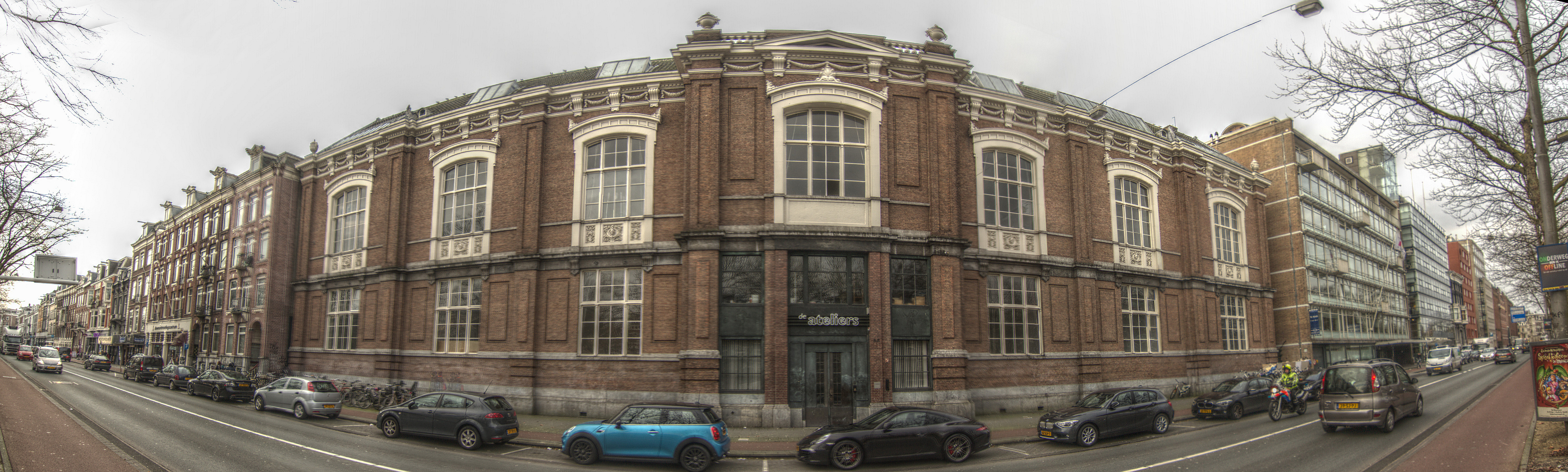
Panorama de l'ancien bâtiment De Atelier

De Ateliers (anciennement Ateliers '63) est un institut d'art indépendant situé à Amsterdam aux Pays-Bas. Il a été  fondé à Haarlem en 1963 sous le nom Academie '63 par un groupe d'artistes qui souhaitait offrir un prolongement et une alternative aux méthodes d'enseignement de l'Académie.
L'institut créé par des artistes (dont le peintre Ger Lataster) est géré par des artistes pour des artistes.
En 1992, l'institut s’installe dans l'ancien bâtiment datant de 1874-1875 de l'Académie royale des beaux-arts dans le centre d'Amsterdam. L'édifice de style éclectique signé de l'architecte B. de Greef (1818-1899) est inscrit depuis 2004 au registre des monuments culturels,.
Il compte 23 ateliers d'artistes mis à la disposition des artistes débutants qui souhaitent combiner un travail intensif avec un encadrement critique. Bien que s'apparentant à une structure d'enseignement post-académique, De Ateliers n'est pas une institution éducative. Sa politique en tant que fondation est déterminée par les artistes qui l'encadrent.
Les participants, en nombre réduit, sont autorisés à travailler pendant deux ans. Des artistes de renom, des critiques d'art venant des Pays-Bas ou de l'étranger viennent régulièrement visiter les ateliers et accompagner le séjour des artistes débutants. 
De Ateliers se consacre à la pratique en atelier, considérant l'atelier comme le lieu crucial dans la production artistique, pour la concentration, la réflexion, l'engagement et l'échange avec d'autres dans l'acte expérimental de fabrication.
Parallèlement à son programme de tutorat, De Ateliers présente régulièrement des événements publics tels que des conférences d'artistes et des expositions,
.
En tant qu'institution de renommée internationale, De Ateliers reçoit le soutien financier du département de la culture du ministère néerlandais de l'éducation, de la culture et des sciences.
Les tuteurs sont des artistes eux-mêmes, tels Constant Nieuwenhuys, Jan Dibbets, Gregor Schneider, Fiona Tan, Carel Visser, Didier Vermeiren ou Marijke van Warmerdam.
Parmi les anciens participants : Urs Fischer, Aernout Mik, Toon Verhoef, Tatiana Trouvé, Catharina Valckx, Krijn de Kooning ou Marlene Dumas.
Depuis 2018 le directeur est Xander Karskens succédant à l'historien et critique d'art Dominic van den Boogerd qui dirigeait De Ateliers depuis 1995. 